# 100-я кавалерийская дивизия
100-я Узбекская кавалерийская дивизия (100 КД) — воинское соединение РККА во время Великой Отечественной войны.

## История
Дивизия сформирована из войск Среднеазиатского военного округа в ноябре 1941 года в г. Самарканд Узбекской ССР согласно Постановлению ГКО СССР № 894 от 13.11.1941 года. Личный состав набирался из узбеков и русских. Расформирована, не закончив формирование, в апреле 1942 года. Личный состав обращён на укомплектование 5-го кавалерийского корпуса.

## Командиры
- Арефьев, Николай Степанович, подполковник — с 8 декабря 1941 года по 28 февраля 1942 года.